# Forno Pasteur

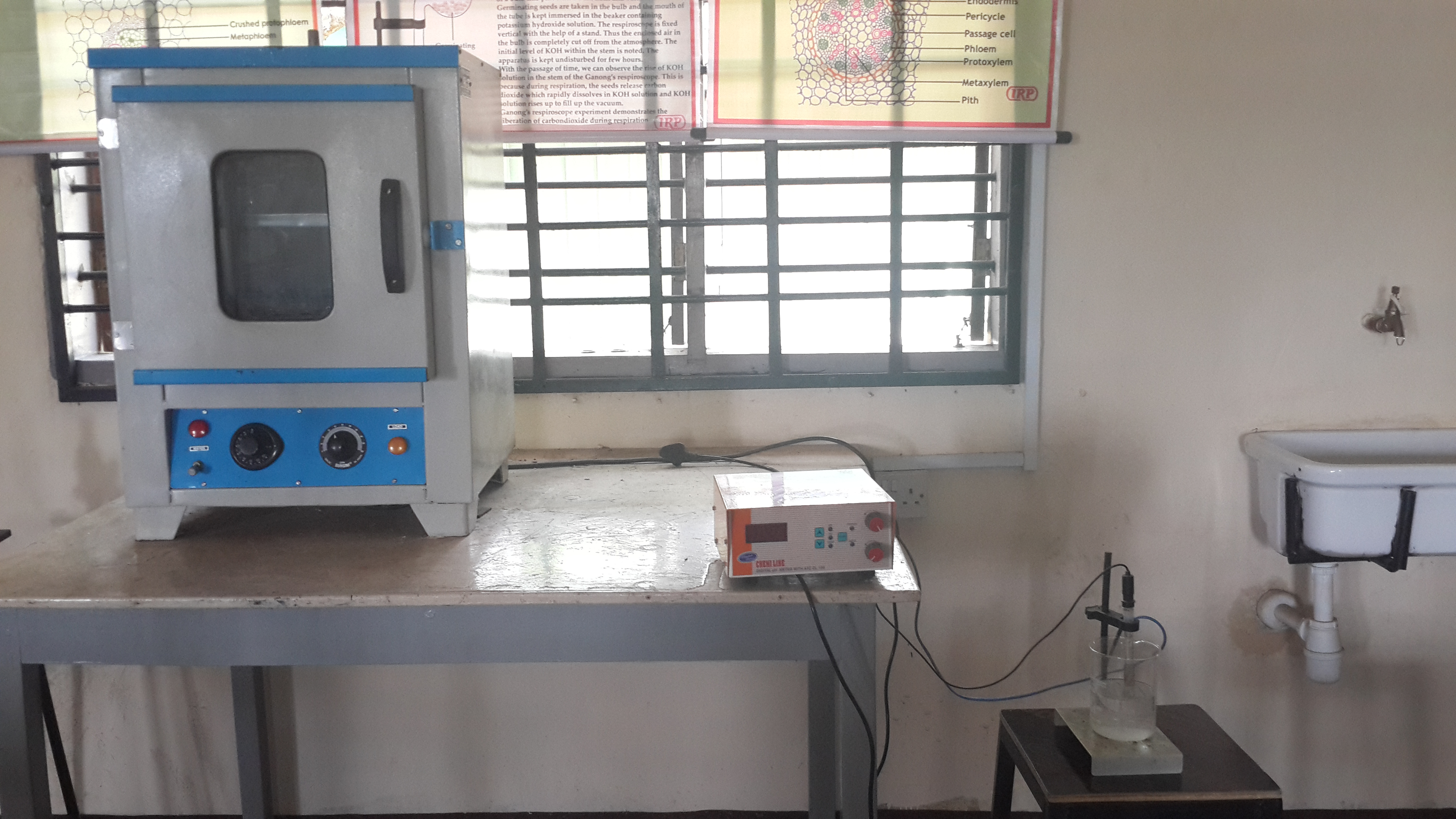

Il forno Pasteur è un apparecchio utilizzato per la sterilizzazione tramite calore secco; la sua funzione è quindi di distruggere ogni forma microbica.

## Composizione
È costituito da un rivestimento esterno composto da materiale termicamente isolante e, all'interno, da un'intercapedine contenente una serie di resistenze.

## Meccanismo d'azione
Facendo passare corrente elettrica attraverso le resistenze l'energia elettrica viene trasformata in energia termica. Questa si trasmette all'aria nel forno che si scalda raggiungendo temperature fino ai 200 °C; il processo è sterilizzante in quanto, in queste condizioni, viene provocata l'ossidazione delle componenti cellulari degli eventuali microbi presenti causandone la morte.